# Annie Lindh
Annie Lindh (bei der IBU und der FIS fälschlicherweise Annie Lind; * 9. April 1997 in Jönköping, Jönköpings län) ist eine schwedische Biathletin und Skilangläuferin. Sie kommt hauptsächlich im IBU-Cup zum Einsatz.

## Sportliche Laufbahn
Annie Lindh begann ihre Karriere als Skilangläuferin und nahm ab 2014 an verschiedenen Wettkämpfen auf Juniorenebene teil. 2015 und 2016 bestritt sie die nationalen Juniorenmeisterschaften und erzielte als bestes Ergebnis einen 23. Rang im Sprint. Ihre ersten Wettkämpfe als Biathletin bestritt die Schwedin bei den Juniorenweltmeisterschaften 2017 und wurde unter anderem 32. der Verfolgung. Zu Beginn der folgenden Saison gab sie ihr Debüt im IBU-Cup, erzielte aber sowohl auf dieser Ebene als auch bei der Junioren-WM keine nennenswerten Ergebnisse. Ordentliche Ergebnisse lieferte der Winter 2018/19, Lindh lief in Obertilliach auf Platz 14 im Einzel und gewann am Saisonende gemeinsam mit Amanda Lundström und Elvira Öberg die Bronzemedaille bei den Juniorenweltmeisterschaften 2019. Die folgenden zwei Saisons liefen für die Schwedin nicht nach Plan, insgesamt bestritt sie nur sechs Wettkämpfe. Ihre erste Auftritte bei Europameisterschaften hatte sie im Januar 2021 und erzielte im Verfolger einen guten 18. Rang. Da die schwedische Nationalmannschaft als Vorbereitung auf die Olympischen Spiele 2022 eine Weltcupstation ausließ, kam Lindh Mitte Januar 2022 im Staffelrennen von Antholz zu ihrem ersten Weltcupstart und belegte mit Mona Brorsson, Ingela Andersson und Johanna Skottheim den 13. Platz. Weiterhin nahm sie an der EM teil und erzielte drei Top-40-Platzierungen sowie Rang zehn im Mixedbewerb. Im Winter 2022/23 bestritt die Schwedin keine Wettkämpfe, nur bei den schwedischen Meisterschaften im Skilanglauf lief sie und wurde 17. des Sprints.
Starke Ergebnisse lieferte Lindh in der Saison 2023/24: In Idre realisierte sie trotz Schießfehler Top-10-Platzierungen in Sprint und Verfolgung, in Sjusjøen lief sie mit dem sechsten Rang zu ihrem bisher besten Resultat auf dieser Ebene. Einstellen konnte die Schwedin dieses bei den Europameisterschaften, als Lindh dank fehlerfreiem Schießen im Einzel auf Platz sechs lief. Auch im Winter 2024/25 lieferte sie konstante Resultate in den Punkterängen ab. Im Saisonverlauf kam sie dreimal unter die besten Zehn in Individualrennen, bei der EM kam als einzig nennenswertes Ergebnis Rang sechs im Staffelrennen zustande.

## Statistiken

### Weltcupplatzierungen
Die Tabelle zeigt alle Platzierungen (je nach Austragungsjahr einschließlich Olympische Spiele und Weltmeisterschaften).
- 1.–3. Platz: Anzahl der Podiumsplatzierungen
- Top 10: Anzahl der Platzierungen unter den ersten zehn (einschließlich Podium)
- Punkteränge: Anzahl der Platzierungen innerhalb der Punkteränge (einschließlich Podium und Top 10)
- Starts: Anzahl gelaufener Rennen in der jeweiligen Disziplin
- Staffel: inklusive Mixed- und Single-Mixed-Staffeln

| Platzierung               | Einzel | Sprint | Verfolgung | Massenstart | Staffel | Gesamt |
| ------------------------- | ------ | ------ | ---------- | ----------- | ------- | ------ |
| 1. Platz                  |        |        |            |             |         |        |
| 2. Platz                  |        |        |            |             |         |        |
| 3. Platz                  |        |        |            |             |         |        |
| Top 10                    |        |        |            |             |         |        |
| Punkteränge               |        |        |            |             | 1       | 1      |
| Starts                    |        |        |            |             | 1       | 1      |
| Stand: Saisonende 2021/22 |        |        |            |             |         |        |

### Juniorenweltmeisterschaften
Ergebnisse bei den Juniorenweltmeisterschaften:
| Weltmeisterschaften | Weltmeisterschaften | Einzelwettbewerbe | Einzelwettbewerbe | Einzelwettbewerbe | Damenstaffel |
| Jahr                | Ort                 | Einzel            | Sprint            | Verfolgung        | Damenstaffel |
| ------------------- | ------------------- | ----------------- | ----------------- | ----------------- | ------------ |
| 2017                | Osrblie             | 56.               | 36.               | 32.               | 12.          |
| 2018                | Otepää              | 43.               | 45.               | 42.               | 11.          |
| 2019                | Osrblie             | 49.               | 12.               | 15.               | 3.           |